# Francisco Vázquez Gómez

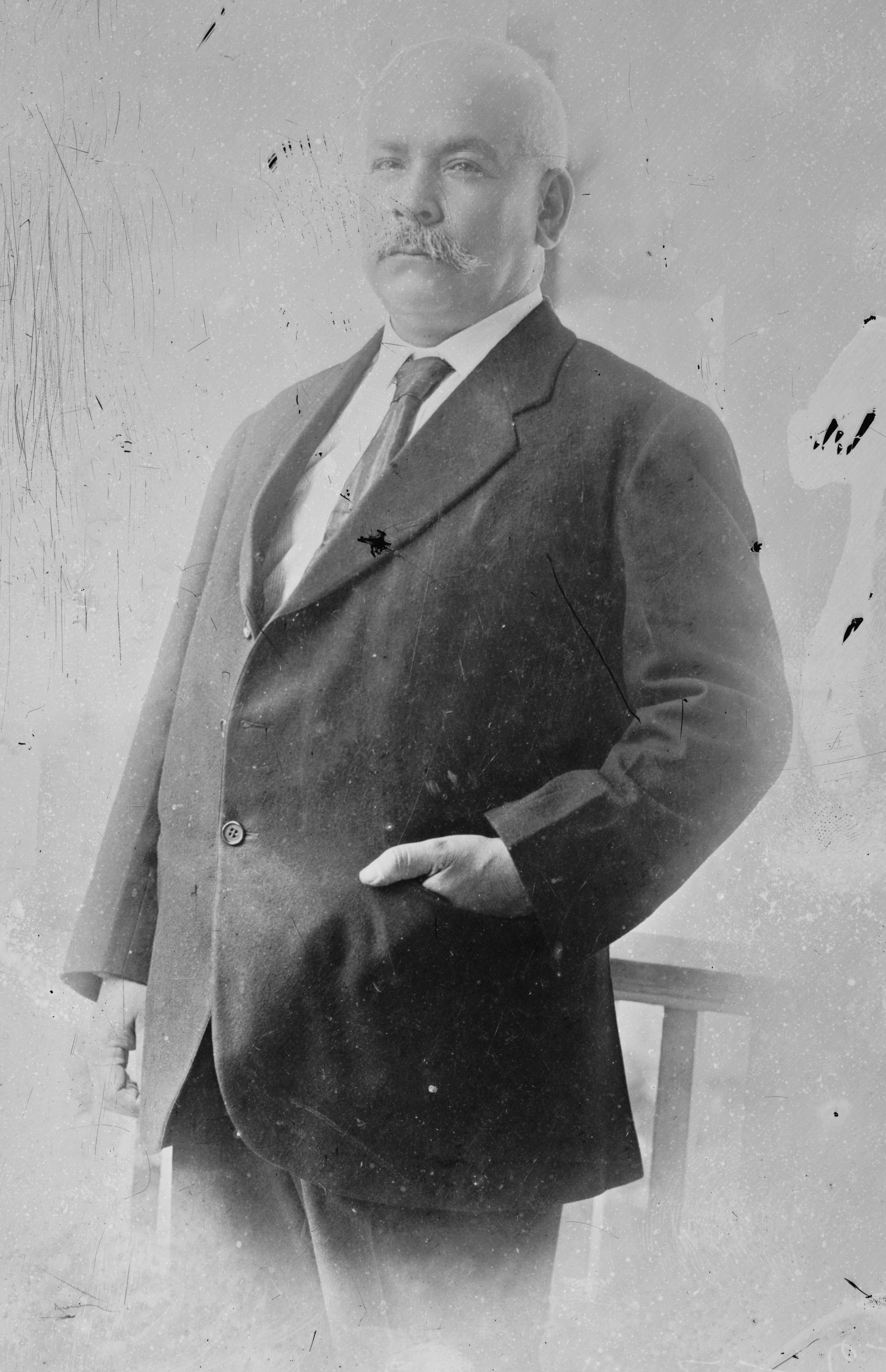
Francisco Vázquez Gómez

Francisco Vázquez Gómez (Rancho El Carmen, Tula, Tamaulipas, 23 de setembro de 1860- Cidade do México, 16 de agosto de 1933) foi um médico e político mexicano.
Em Tula recebeu a educação primária. Em 1876 foi guarda noturno na referida cidade e em 1880 foi designado escrivão do Juízo Misto de Primeira Instância. Em março do mesmo ano mudou-se para Saltillo, inscrevendo-se no Ateneo Fuente, na escola preparatória, passando depois a radicar na Cidade do México e foi admitido na Escola Nacional de Medicina em janeiro de 1884, onde mais tarde foi professor.
No mês de maio de 1885 Porfirio Díaz concedeu-lhe uma bolsa de trinta pesos mensais. Graduou-se em medicina em 16 de março de 1889, e em 6 de setembro de 1890 casou com Guadalupe Norma. Exerceu a sua profissão em Xalapa, fez estudos de pós-graduação na Europa e foi médico pessoal do presidente Porfirio Díaz. Em 1908 criticou o positivismo na Escuela Nacional Preparatoria, —na qual era professor— levantando objeções ao programa de estudos.
Foi candidato à vice-presidência da república nas eleições de 1910 ao lado de Francisco I. Madero. Com o rebentar da revolução saiu do México rumo aos Estados unidos; depois da assinatura dos Tratados de Ciudad Juárez assumiu funções no governo como Secretário de Relações Exteriores e no governo de Francisco León de la Barra foi nomeado Secretário de Educação Pública.
Rompeu com Francisco I. Madero quando este se separou do Partido Nacional Antirreeleicionista para formar o Partido Constitucional Progressista. Foi candidato à vice-presidencia da república durante as eleições extraordinárias do México de 1911 pelo Partido Popular Evolucionista. Nas eleições de 1912 já não foi candidato à vice-presidência. Devido ao fracasso do Plano de Tacubaya partiu para o exílio. Anos mais tarde regressou à Cidade do México onde faleceu em 16 de agosto de 1933. Publicou as suas Memorias políticas em 1933.